# Temporada 1986 del Campeonato Mundial de Rally
La temporada 1986 fue la 14º edición del Campeonato Mundial de Rally. Comenzó el 18 de enero en el Rally de Montecarlo y finalizó el 19 de noviembre en el Rally de Gran Bretaña. El vencedor del campeonato de pilotos fue el finlandés Juha Kankkunen. Aunque inicialmente Markku Alén se coronó campeón, tras la anulación de los resultados del Rally de San Remo, este perdió unos puntos valiosísimos que le costó el título en favor de su compatriota. En cuanto al campeonato de constructores, Peugeot se llevó la corona, tras una dura lucha con Lancia, si bien los resultados deportivos casi quedaron en segundo plano debido a los terribles acontecimientos que ese año, dieron en un cambio radical del campeonato del mundo.
El año 1986 fue uno de los más convulsos de la historia, debido a varios trágicos y polémicos sucesos. La tragedia en el Rally de Portugal, las muertes de Henri Toivonen y Sergio Cresto en el Rally de Córcega, el escándalo de San Remo y la posterior decisión por parte de la FIA de la anulación de sus resultados, sumados a la prohibición de los Grupo B de cara a la siguiente temporada, supuso el fin de uno de los períodos más importantes y gloriosos de la historia de los rallyes.
Los grupo B que habían nacido bajo unas reglas demasiado permisivas, y al postre poco seguras, fueron víctimas de sí mismos, y tras tres años en competición, el fin de estos fue tajante. La FIA consciente de ello, los prohibió horas después de la muerte de Toivonen y Cresto en Córcega y provocó además, que varios equipos se retiraran del campeonato, dejando solo a Peugeot y Lancia en la disputa por el título.
Ese año, hasta seis marcas se inscribieron en el certamen, aunque tan solo en las cuatro primeras citas estuvieran presentes, puesto que a partir del Rally de Córcega solo Peugeot y Lancia completaron el calendario. Por su parte, Ford no pudo estar presente en Montecarlo debido a que no llegó a tiempo para homologar su RS 200 por lo que no debutó hasta el Rally de Suecia.

## Desarrollo

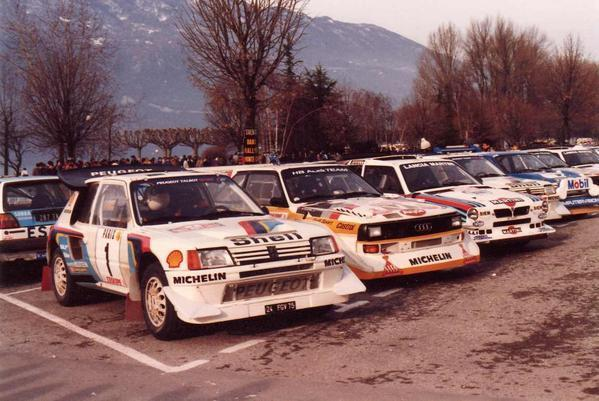
Parque cerrado del Rally de Monte Carlo.

La primera cita del año, el  Rally de Montecarlo, se disputó con poca nieve, lo que convirtió la elección de los neumáticos en una complicada tarea. El rally fue dominado por Henri Toivonen con su Lancia Delta S4, pero un accidente con el vehículo de un espectador durante un tramo de enlace, a punto estuvo de costarle la victoria. El finlandés pudo llegar hasta el parque de asistencia y una vez allí, sus mecánicos reconstruyeron el coche en tiempo récord, y no solo pudo reengancharse a la carrera, sino que recuperó el tiempo perdido y se permitió el lujo de sacarle cuatro minutos a Timo Salonen en la noche de Turini, que en ese momento lideraba la carrera.
Tras el resultado de Montecarlo, Salonen salió en Suecia a por todas y en el sexto tramo ya llevaba un minuto de ventaja sobre Toivonen. Un rotura en el motor del Peugeot 205 T16 de Salonen acabó con las esperanzas del finlandés que no tuvo más remedio que abandonar, y tras él lo hizo Toivonen también por una avería mecánica. El Rally de Suecia se lo adjudicó finalmente Juha Kankkunen en su segunda carrera con el T16. En Suecia el equipo Ford hizo su debut de una manera inmejorable al situar el Ford RS200 de Kalle Grundel  en la tercera posición, gracias en parte a los abandonos de sus rivales.

### Tragedia de Portugal
En Portugal, la tercera prueba del año, se vivió el primer drama del año. Durante el primer tramo, Lagoa Azul, el piloto local Joaquim Santos se salió de la carretera con su Ford RS 200 embistiendo a los espectadores que allí se encontraban, provocando la muerte a tres de ellos y una treintena de heridos. Tras el accidente, los pilotos oficiales reunidos en una rueda de prensa en un hotel de Estoril, decidieron no continuar alegando que la imposibilidad de controlar al público ponía en riesgo tanto a ellos mismos como a los espectadores. Pese a todo el rally se siguió compitiendo, y de esta manera el portugués Joaquim Moutinho se llevó la victoria con un Renault 5 Turbo, lo que supone la primera y única victoria de un portugués en el campeonato del mundo.
La cuarta carrera del año fue la maratoniana prueba africana, Rally Safari. En ella se impuso el Toyota Celica de Bjorn Waldegard, seguido de Lars Erik Thorp también con un Celica. La potencia de los 205T16 o Delta S4 no sirvieron de nada en una prueba donde los motores de Toyota, se sentían imbatibles. Mientras que en Europa el Toyota Celica era incapaz de lograr un podio, en la prueba africana no tenía rival.

### Muerte de Toivonen y Cresto
El Rally de Córcega fue la siguiente prueba del calendario y significó el giro definitivo al campeonato. La prueba fue dominada por Toivonen hasta que en el tramo de Corte-Taverna se salió con su Lancia Delta S4, cayendo por un barranco y muriendo en el instante, él y su copiloto Sergio Cresto.  Este hecho provocó que la FIA cancelara los grupo B para el año siguiente además de la retirada del rally del equipo Lancia al completo en señal de duelo, y posteriormente los equipo Ford, Citroën y Audi abandonaron sus programas dejando solos a Lancia y Peugeot en la lucha por el título. 
Tras Corcega llegó Grecia, donde los Lancia de Biasion, Alén y Michael Ericsson se pusieron en cabeza, hasta que tuvieron que abandonar, excepto Biasion que logró aguantar la segunda posición, entre los dos Peugeot de Bruno Saby y Kankkunen, que con su victoria se imponía como serio rival al título.
En el Rally de Nueva Zelanda, el finlandés Kankkunen repitió victoria, aunque en esta ocasión estuvo acompañado en el podio por su rival más directo: Marku Akén. Tercero sería Biasion, que lograba su segundo podio consecutivo. 
La siguiente prueba se disputó en Argentina, donde los papeles se invirtieron. Los Lancia de Biasion y Alén lograron un doblete acompañados por Sitg Blomqvist con el 205 T16, que gracias a su actuación lograba los puntos necesarios para salvar los muebles a la marca francesa, que de esta manera le bastaba con una victoria para hacerse con el campeonato de constructores. 
En el Rally de Finlandia, de nuevo el guion se volvió a invertir. En esta ocasión Salonen y Kankkunen lograron el doblete para Peugeot y de paso el campeonato de marcas, mientras que Alén conservaba un valioso tercer puesto, el quinto podio del año y el tercero consecutivo que lo mantenía con serias opciones al título. En la primera etapa los Lancia dominaron pero en la segunda tuvieron problemas mecánicos que los de Peugeot supieron aprovechar para colarse en las dos primeras posiciones del podio.
La siguiente prueba fue el Rally Costa de Marfil que debido a la ausencia de Peugeot y Lancia, no fue relevante para el resultado del campeonato. En tierras africanas de nuevo los Toyota Celica TCT liderados por Waldegard dominaron la prueba logrando un triplete para Toyota.

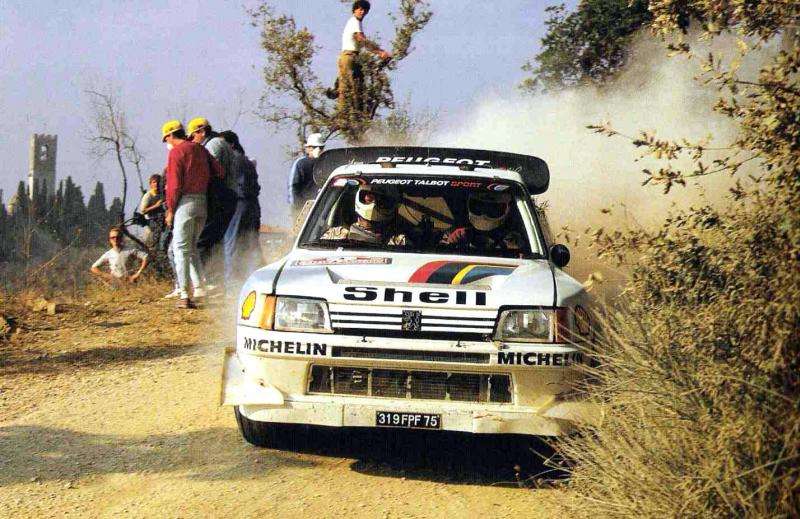
Kankkunen en el Rally de San Remo. La anulación de los resultados de la prueba italiana le valió al finlandés el título de pilotos.

### Polémica en San Remo
A falta de solo tres rallyes, el líder del campeonato era Kankkunen que sacaba una ventaja de 20 puntos sobre Alén al que solo le valía en ganar en la siguiente prueba: San Remo, donde el escándalo salpicó la prueba. Para la prueba italiana Peugeot alineó a Kankkunen, Salonen, Saby y a Andrea Zanussi que se jugaba el título italiano contra el Lancia de Dario Cerrato. En la primera etapa Zanussi y Saby dominaron la prueba, mientras que Alén se retrasaba. En la segunda etapa don tramos sobre tierra, Alén comenzó a marcar los mejores tiempos y se acercó a Kankkunen que terminó el día liderando la prueba. En la tercera etapa llegó la polémica. Los comisarios decidieron descalificar a los tres Peugeot que quedaban en carrera (Salonen se había retirado), por unos listones de madera que llevaban en la parte inferior del chasis y que sostenían un dispositivo de efecto suelo, que había sido usado en las primeras carreras de la temporada. Aunque este dispositivo había sido retirado, debido a la prohibición de la FIA, los soportes no, motivo por el cual fueron excluidos. Peugeot apeló la decisión que de esta manera Kankkunen veía comprometido el título y dejaba a Zanussi sin el campeonato de Italia. Todo se interpretó como una maniobra de Lancia, que tras perder el título de constructores quería lograr el de pilotos, y de la FIA, molesta por las críticas de Peugeot por la imposición de los grupo A para 1987.

### Alén: campeón sin corona
La penúltima prueba fue el Rally de Gran Bretaña, donde Alén finalizó segundo por delante de Kankkunen lo que le daba el liderato del campeonato y dejaba todo por decidir en la última prueba: el Rally Olympus. En Estados Unidos tanto Peugeot como Lancia enviaron un solo coche: Alén y Kankkunen se jugaron solos el título. Markku Alén se adjudicó la victoria y el campeonato tras finalizar por delante de su rival y compatriota, con una ventaja de 1 minuto y medio. Kankkunen reconoció el mérito de Alén, al que sin embargo, la alegría le duró poco. El 17 de diciembre del mismo año, la FIA vio ilegal la descalificación de los Peugeot en San Remo, y ante la imposibilidad de recolocar los coches en la clasificación anuló los resultados, lo que le dio el título a Kankkunen.

## Calendario
| N.º | Fecha                  | Rally                    | Info.      |
| --- | ---------------------- | ------------------------ | ---------- |
| 1   | 18-24 de enero         | Rally de Montecarlo      | Resultados |
| 2   | 14-16 de febrero       | Rally de Suecia          | Resultados |
| 3   | 5-8 de marzo           | Rally de Portugal        | Resultados |
| 4   | 29 de marzo-2 de abril | Rally Safari             | Resultados |
| 5   | 1-3 de mayo            | Rally de Córcega         | Resultados |
| 6   | 2-4 de junio           | Rally Acrópolis          | Resultados |
| 7   | 5-8 de julio           | Rally de Nueva Zelanda   | Resultados |
| 8   | 6-9 de agosto          | Rally de Argentina       | Resultados |
| 9   | 5-7 de septiembre      | Rally de Finlandia       | Resultados |
| 10  | 24-27 septiembre       | Rally de Costa de Marfil | Resultados |
| 11  | 13-17 de octubre       | Rally de San Remo        | Resultados |
| 12  | 16-19 de noviembre     | Rally de Gran Bretaña    | Resultados |
| 13  | 4-7 de diciembre       | Rally Olympus            | Resultados |

## Equipos
| Audi Sport                                | Audi       | Quattro Sport S1       | Michelin | Walter Röhrl            | 1, 3               |
| Audi Sport                                | Audi       | Quattro Sport S1       | Michelin | Hannu Mikkola           | 1                  |
| Audi Sport                                | Audi       | Quattro Sport S1       | Michelin | Mikael Ericsson         | 2                  |
| Audi Sport                                | Audi       | Quattro Sport S1       | Michelin | Gunner Pettesson        | 2                  |
| Audi Sport                                | Audi       | Quattro Sport S1       | Michelin | Rudi Stohl              | 4                  |
| Audi Sport                                | Audi       | Quattro Sport S1       | Michelin | Malcolm Stewart         | 7                  |
| Audi Sport                                | Audi       | Quattro Sport S1       | Michelin | John Buffum             | 13                 |
| Peugeot Talbot Sport                      | Peugeot    | 205 Turbo 16 E2        | Michelin | Timo Salonen            | 1-3, 5-7, 9, 11-12 |
| Peugeot Talbot Sport                      | Peugeot    | 205 Turbo 16 E2        | Michelin | Juha Kankkunen          | 1-4, 6-9, 11-13    |
| Peugeot Talbot Sport                      | Peugeot    | 205 Turbo 16 E2        | Michelin | Bruno Saby              | 1, 5-6, 8, 11      |
| Peugeot Talbot Sport                      | Peugeot    | 205 Turbo 16 E2        | Michelin | Shekhar Mehta           | 4                  |
| Peugeot Talbot Sport                      | Peugeot    | 205 Turbo 16 E2        | Michelin | Michèle Mouton          | 5                  |
| Peugeot Talbot Sport                      | Peugeot    | 205 Turbo 16 E2        | Michelin | Stig Blomqvist          | 9                  |
| Peugeot Talbot Sport                      | Peugeot    | 205 Turbo 16 E2        | Michelin | Ari Vatanen             | 11                 |
| Peugeot Talbot Sport                      | Peugeot    | 205 Turbo 16 E2        | Michelin | Andrea Zanussi          | 11                 |
| Peugeot Talbot Sport                      | Peugeot    | 205 Turbo 16 E2        | Michelin | Mikael Sundström        | 12                 |
| Martini Racing Jolly Club                 | Lancia     | Delta S4 Rally 037 evo | Pirelli  | Markku Alén             | 1-9, 11-13         |
| Martini Racing Jolly Club                 | Lancia     | Delta S4 Rally 037 evo | Pirelli  | Henri Toivonen          | 1-3, 5             |
| Martini Racing Jolly Club                 | Lancia     | Delta S4 Rally 037 evo | Pirelli  | Miki Biasion            | 1, 3-8, 11         |
| Martini Racing Jolly Club                 | Lancia     | Delta S4 Rally 037 evo | Pirelli  | Vic Preston Jr          | 4                  |
| Martini Racing Jolly Club                 | Lancia     | Delta S4 Rally 037 evo | Pirelli  | Greg Criticos           | 4                  |
| Martini Racing Jolly Club                 | Lancia     | Delta S4 Rally 037 evo | Pirelli  | John Hellier            | 4                  |
| Martini Racing Jolly Club                 | Lancia     | Delta S4 Rally 037 evo | Pirelli  | Mikael Ericsson         | 6-7, 9, 12         |
| Martini Racing Jolly Club                 | Lancia     | Delta S4 Rally 037 evo | Pirelli  | Jorge Recalde           | 8                  |
| Martini Racing Jolly Club                 | Lancia     | Delta S4 Rally 037 evo | Pirelli  | Kalle Grundel           | 9                  |
| Martini Racing Jolly Club                 | Lancia     | Delta S4 Rally 037 evo | Pirelli  | Dario Cerrato           | 11                 |
| Volkswagen Motorsport                     | Volkswagen | Golf GTi               | Pirelli  | Franz Wittmann          | 1, 3-6, 8          |
| Volkswagen Motorsport                     | Volkswagen | Golf GTi               | Pirelli  | Kenneth Eriksson        | 1-9, 11-12         |
| Mazda Rallye Team Europe                  | Mazda      | Familia 4WD            | Michelin | Ingvar Carlsson         | 1-2, 9, 12         |
| Mazda Rallye Team Europe                  | Mazda      | Familia 4WD            | Michelin | Achim Warmbold          | 1                  |
| Mazda Rallye Team Europe                  | Mazda      | Familia 4WD            | Michelin | Rod Millen              | 7, 13              |
| Citroën Competition                       | Citroën    | BX4 TC                 | Michelin | Philippe Wambergue      | 1-2, 6             |
| Citroën Competition                       | Citroën    | BX4 TC                 | Michelin | Jean-Claude Andruet     | 1-2, 6             |
| Citroën Competition                       | Citroën    | BX4 TC                 | Michelin | Maurice Chomat          | 6                  |
| Austin Rover World Championship Team      | MG         | Metro 6R4              | Michelin | Tony Pond               | 1, 3, 5, 11-12     |
| Austin Rover World Championship Team      | MG         | Metro 6R4              | Michelin | Malcolm Wilson          | 1-3, 5, 9, 11-12   |
| Austin Rover World Championship Team      | MG         | Metro 6R4              | Michelin | Per Eklund              | 2, 9, 12           |
| Austin Rover World Championship Team      | MG         | Metro 6R4              | Michelin | Marc Duez               | 3, 11-12           |
| Austin Rover World Championship Team      | MG         | Metro 6R4              | Michelin | Didier Auriol           | 5                  |
| Austin Rover World Championship Team      | MG         | Metro 6R4              | Michelin | Harri Toivonen          | 9, 12              |
| Austin Rover World Championship Team      | MG         | Metro 6R4              | Michelin | David Llewellin         | 12                 |
| Austin Rover World Championship Team      | MG         | Metro 6R4              | Michelin | Jimmy McRae             | 12                 |
| Ford Motor Company                        | Ford       | RS200                  | Michelin | Stig Blomqvist          | 2-3, 6, 12         |
| Ford Motor Company                        | Ford       | RS200                  | Michelin | Kalle Grundel           | 2-3, 6, 12         |
| Ford Motor Company                        | Ford       | RS200                  | Michelin | Joaquim Santos          | 3                  |
| Ford Motor Company                        | Ford       | RS200                  | Michelin | Mark Lovell             | 12                 |
| Ford Motor Company                        | Ford       | RS200                  | Michelin | Stig Andervang          | 12                 |
| Toyota Team Europe                        | Toyota     | Celica TCT             | Pirelli  | Björn Waldegård         | 4, 10, 13          |
| Toyota Team Europe                        | Toyota     | Celica TCT             | Pirelli  | Erwin Weber             | 4, 10              |
| Toyota Team Europe                        | Toyota     | Celica TCT             | Pirelli  | Lars-Erik Torph         | 4, 10, 13          |
| Toyota Team Europe                        | Toyota     | Celica TCT             | Pirelli  | Robin Ulyate            | 10                 |
| Toyota Team Europe                        | Toyota     | Celica TCT             | Pirelli  | Steve Millen            | 13                 |
| Fuji Heavy Industries                     | Subaru     | RX Turbo               | Pirelli  | Mike Kirkland           | 4, 7               |
| Fuji Heavy Industries                     | Subaru     | RX Turbo               | Pirelli  | Possum Bourne           | 4, 7               |
| Fuji Heavy Industries                     | Subaru     | RX Turbo               | Pirelli  | Frank Tundo             | 4, 7               |
| Renault Elf Philips                       | Renault    | 11 Turbo               | Michelin | Jean Ragnotti           | 5, 11              |
| Team Nissan Europe                        | Nissan     | 240RS                  | Dunlop   | Louise Aitken-Walker    | 12                 |
| Equipos no registrados como constructores |            |                        |          |                         |                    |
| Jolly Club                                | Fiat       | Uno Turbo              | Pirelli  | Giovanni del Zoppo      | 1, 3, 5-6, 11      |
| Jolly Club                                | Fiat       | Uno Turbo              | Pirelli  | Michele Rayneri         | 1, 5-6, 11         |
| Jolly Club                                | Fiat       | Uno Turbo              | Pirelli  | Alex Fiorio             | 1, 3, 5, 11        |
| Nissan                                    | Nissan     | 240RS                  | Dunlop   | George Moschous         | 6                  |
| Nissan                                    | Nissan     | 240RS                  | Dunlop   | Stratis Hatzipanayiotou | 6                  |
| Nissan                                    | Nissan     | 240RS                  | Dunlop   | Reg Cook                | 7                  |
| Nissan                                    | Nissan     | 240RS                  | Dunlop   | Paddy Davidson          | 7                  |
| Nissan                                    | Nissan     | 240RS                  | Dunlop   | Alain Ambrosino         | 10                 |
| Rothmans Porsche Rally Team               | Porsche    | 911SC RS               | Michelin | Saeed al-Hajri          | 6                  |

## Resultados

### Campeonato de Pilotos

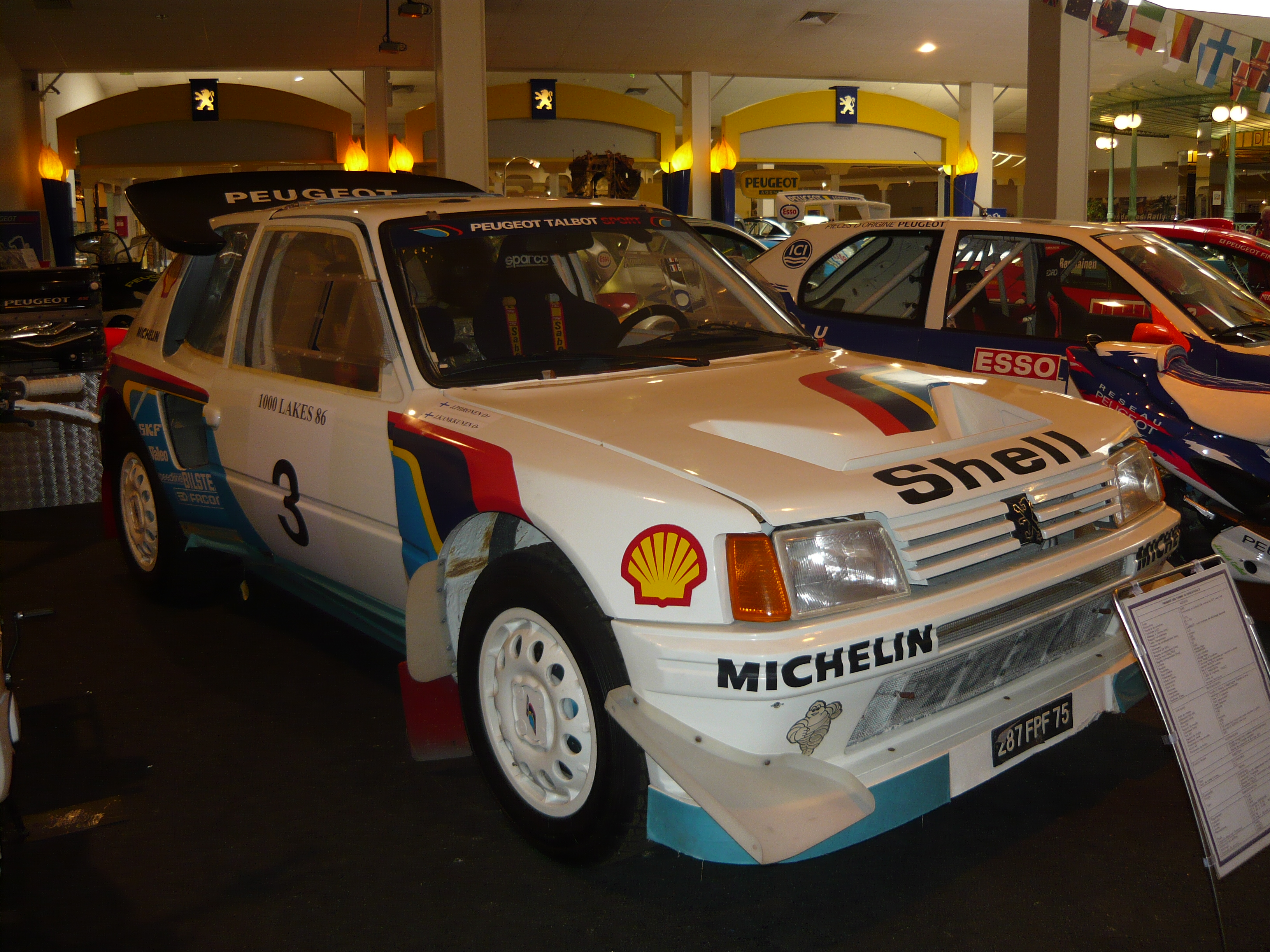
Peugeot 205 Turbo 16 de Juha Kankkunen.

| Pos. | Piloto                    | MON | SWE | POR | KEN | FRA | GRC | NZL | ARG | FIN | CIV | ITA | GBR | USA | Puntos |
| ---- | ------------------------- | --- | --- | --- | --- | --- | --- | --- | --- | --- | --- | --- | --- | --- | ------ |
| 1    | Juha Kankkunen            | 5   | 1   | Ret | 5   |     | 1   | 1   | Ret | 2   |     | -   | 3   | 2   | 118    |
| 2    | Markku Alén               | Ret | 2   | Ret | 3   | Ret | Ret | 2   | 2   | 3   |     | -   | 2   | 1   | 104    |
| 3    | Timo Salonen              | 2   | Ret | Ret |     | Ret | Ret | 5   |     | 1   |     | -   | 1   |     | 63     |
| 4    | Björn Waldegård           |     |     |     | 1   |     |     |     |     |     | 1   | -   |     | 5   | 48     |
| 5    | Miki Biasion              | Ret |     | Ret |     | Ret | 2   | 3   | 1   |     |     | -   |     |     | 47     |
| 6    | Lars-Erik Torph           |     |     |     | 2   |     |     |     |     |     | 2   | -   |     | 4   | 40     |
| 7    | Bruno Saby                | 6   |     |     |     | 1   | 3   |     | Ret |     |     | -   |     |     | 38     |
| 8    | Mikael Ericsson           |     | 4   |     |     |     | Ret | 4   |     | 5   |     | -   | Ret |     | 28     |
| 9    | Kalle Grundel             |     | 3   | Ret |     |     | Ret |     |     | 6   |     | -   | 5   |     | 26     |
| 10   | Kenneth Eriksson          | 9   | 7   | Ret | Ret | 8   | 7   | 7   | 5   | 12  |     | -   | 11  |     | 25     |
| 11   | Stig Blomqvist            |     | Ret | Ret |     |     | Ret |     | 3   | 4   |     | -   | Ret |     | 22     |
| 11   | Erwin Weber               |     |     |     | 4   |     |     |     |     |     | 3   | -   |     |     | 22     |
| 13   | Henri Toivonen            | 1   | Ret | Ret |     | Ret |     |     |     |     |     | -   |     |     | 20     |
| 13   | Joaquim Moutinho          |     |     | 1   |     |     |     |     |     |     |     | -   |     |     | 20     |
| 15   | Rudi Stohl                | 17  |     | Ret | Ret |     | 6   | 12  | 6   |     | 7   | -   |     |     | 16     |
| 16   | Carlos Bica               |     |     | 2   |     |     |     |     |     |     |     | -   |     |     | 15     |
| 16   | François Chatriot         |     |     |     |     | 2   |     |     |     |     |     | -   |     |     | 15     |
| 18   | Hannu Mikkola             | 3   |     |     |     |     |     |     |     |     |     | -   |     |     | 12     |
| 18   | Giovanni Del Zoppo        | Ret |     | 3   |     | Ret | Ret |     |     |     |     | -   |     |     | 12     |
| 18   | Yves Loubet               |     |     |     |     | 3   |     |     |     |     |     | -   |     |     | 12     |
| 18   | John Buffum               |     |     |     |     |     |     |     |     |     |     | -   |     | 3   | 12     |
| 22   | Walter Röhrl              | 4   |     | Ret |     |     |     |     |     |     |     | -   |     |     | 10     |
| 22   | Jorge Ortigão             |     |     | 4   |     |     |     |     |     |     |     | -   |     |     | 10     |
| 22   | Jean Ragnotti             |     |     |     |     | 4   |     |     |     |     |     | -   |     |     | 10     |
| 22   | Saeed Al-Hajri            |     |     |     |     |     | 4   |     |     |     |     | -   |     |     | 10     |
| 22   | Jorge Recalde             |     |     |     |     |     |     |     | 4   |     |     | -   |     |     | 10     |
| 22   | Robin Ulyate              |     |     |     |     |     |     |     |     |     | 4   | -   |     |     | 10     |
| 22   | Mikael Sundström          |     |     |     |     |     |     |     |     | Ret |     | -   | 4   |     | 10     |
| 29   | Gunnar Pettersson         |     | 5   |     |     |     |     |     |     | Ret |     | -   |     |     | 8      |
| 29   | Auguste Turiani           |     |     | 5   |     |     | Ret |     |     |     |     | -   |     |     | 8      |
| 29   | Jean-Claude Torre         |     |     |     |     | 5   |     |     |     |     |     | -   |     |     | 8      |
| 29   | Stratis Hatzipanayiotou   |     |     |     |     |     | 5   |     |     |     |     | -   |     |     | 8      |
| 29   | Samir Assef               |     |     |     |     |     |     |     |     |     | 5   | -   |     |     | 8      |
| 29   | Per Eklund                |     | Ret |     |     |     |     |     |     | 7   |     | -   | 7   |     | 8      |
| 35   | Franz Wittmann            | 10  |     | Ret | 12  | Ret | 9   |     | 7   |     |     | -   |     |     | 7      |
| 36   | Neil Allport              |     |     |     |     |     |     | 6   |     |     |     | -   |     | 11  | 6      |
| 37   | Jean-Claude Andruet       | Ret | 6   |     |     |     | Ret |     |     |     |     | -   |     |     | 6      |
| 37   | Jean-Sébastien Couloumiès |     |     | 6   |     |     |     |     |     |     |     | -   |     |     | 6      |
| 37   | Mike Kirkland             |     |     |     | 6   |     |     | Ret |     |     |     | -   |     |     | 6      |
| 37   | Paul Rouby                |     |     |     |     | 6   |     |     |     |     |     | -   |     |     | 6      |
| 37   | Wilfried Wiedner          |     |     |     |     |     |     |     |     |     | 6   | -   |     |     | 6      |
| 37   | Tony Pond                 | Ret |     | Ret |     | Ret |     |     |     |     |     | -   | 6   |     | 6      |
| 37   | Paolo Alessandrini        |     |     |     |     |     |     |     |     |     |     | -   |     | 6   | 6      |
| 44   | Rod Millen                |     |     |     |     |     |     | 10  |     |     |     | -   |     | 7   | 5      |
| 45   | Salvador Servià           | 7   |     |     |     |     |     |     |     |     |     | -   |     |     | 4      |
| 45   | Ramiro Fernandes          |     |     | 7   |     |     |     |     |     |     |     | -   |     |     | 4      |
| 45   | Frank Tundo               |     |     |     | 7   |     |     | Ret |     |     |     | -   |     |     | 4      |
| 45   | Michel Neri               |     |     |     |     | 7   |     |     |     |     |     | -   |     |     | 4      |
| 49   | Giovanni Recordati        |     |     | 8   |     | Ret | 19  |     |     |     |     | -   | Ret |     | 3      |
| 50   | Alain Oreille             | 8   |     |     |     | Ret |     |     |     |     |     | -   |     |     | 3      |
| 50   | Roger Ericsson            |     | 8   |     |     |     |     |     |     |     |     | -   |     |     | 3      |
| 50   | Shekhar Mehta             |     |     |     | 8   |     |     |     |     |     |     | -   |     |     | 3      |
| 50   | Iórgos Moschous           |     |     |     |     |     | 8   |     |     |     |     | -   |     |     | 3      |
| 50   | Paddy Davidson            |     |     |     |     |     |     | 8   |     |     |     | -   |     |     | 3      |
| 50   | José Celsi                |     |     |     |     |     |     |     | 8   |     |     | -   |     |     | 3      |
| 50   | Harri Toivonen            |     |     |     |     |     |     |     |     | 8   |     | -   | Ret |     | 3      |
| 50   | Alain Ambrosino           |     |     |     |     |     |     |     |     |     | 8   | -   |     |     | 3      |
| 50   | Jimmy McRae               |     |     |     |     |     |     |     |     |     |     | -   | 8   |     | 3      |
| 50   | Possum Bourne             |     |     |     | Ret |     |     | Ret |     |     |     | -   |     | 8   | 3      |
| 60   | Björn Johansson           |     | 9   |     |     |     |     |     |     |     |     | -   |     |     | 2      |
| 60   | António Segurado          |     |     | 9   |     |     |     |     |     |     |     | -   |     |     | 2      |
| 60   | Greg Criticos             |     |     |     | 9   |     |     |     |     |     |     | -   |     |     | 2      |
| 60   | Gilbert Casanova          |     |     |     |     | 9   |     |     |     |     |     | -   |     |     | 2      |
| 60   | Reg Cook                  |     |     |     |     |     |     | 9   |     |     |     | -   |     |     | 2      |
| 60   | Ernesto Soto              |     |     |     |     |     |     |     | 9   |     |     | -   |     |     | 2      |
| 60   | Lasse Lampi               |     |     |     |     |     |     |     |     | 9   |     | -   |     |     | 2      |
| 60   | Patrick Copetti           |     |     |     |     |     |     |     |     |     | 9   | -   |     |     | 2      |
| 60   | David Llewelin            |     |     |     |     |     |     |     |     |     |     | -   | 9   |     | 2      |
| 60   | Clive Smith               |     |     |     |     |     |     |     |     |     |     | -   |     | 9   | 2      |
| 70   | Basil Criticos            |     |     |     | 11  |     |     |     | 10  |     |     | -   |     |     | 1      |
| 71   | Malcolm Wilson            | Ret | Ret | Ret |     | Ret |     |     |     | 10  |     | -   | 17  |     | 1      |
| 72   | Sören Nilsson             |     | 10  |     |     |     |     |     |     |     |     | -   |     |     | 1      |
| 72   | António Coutinho          |     |     | 10  |     |     |     |     |     |     |     | -   |     |     | 1      |
| 72   | Johnny Hellier            |     |     |     | 10  |     |     |     |     |     |     | -   |     |     | 1      |
| 72   | Christian Gardavot        |     |     |     |     | 10  |     |     |     |     |     | -   |     |     | 1      |
| 72   | Michele Rayneri           | Ret |     | Ret |     | Ret | 10  |     |     |     |     | -   |     |     | 1      |
| 72   | Martial Yacé              |     |     |     |     |     |     |     |     |     | 10  | -   |     |     | 1      |
| 72   | Ingvar Carlsson           | Ret | Ret |     |     |     |     |     |     | Ret |     | -   | 10  |     | 1      |
| 72   | Paul Choiniere            |     |     |     |     |     |     |     |     |     |     | -   |     | 10  | 1      |

### Campeonato de Constuctores
| Pos. | Constructor  | MON | SWE | POR | KEN  | FRA | GRC | NZL | ARG  | FIN | ITA | GBR | Puntos |
| ---- | ------------ | --- | --- | --- | ---- | --- | --- | --- | ---- | --- | --- | --- | ------ |
| 1    | Peugeot      | 17  | 20  |     | (10) | 20  | 20  | 20  | (14) | 20  | -   | 20  | 137    |
| 2    | Lancia       | 20  | 17  |     | (14) |     | 17  | 17  | 20   | 14  | -   | 17  | 122    |
| 3    | Volkswagen   | 9   | 10  |     |      | 9   | 11  | 12  | 14   |     | -   |     | 65     |
| 4    | Audi         | 14  | 15  |     |      |     |     |     |      |     | -   |     | 29     |
| 5    | Ford         |     | 14  |     |      |     |     |     |      |     | -   | 10  | 24     |
| 6    | Toyota       |     |     |     | 20   |     |     |     |      |     | -   |     | 20     |
| 7    | Renault      |     |     |     |      | 14  |     |     |      |     | -   |     | 14     |
| 8    | Subaru       |     |     |     | 13   |     |     |     |      |     | -   |     | 13     |
| 9    | Austin Rover |     |     |     |      |     |     |     |      | 4   | -   | 8   | 12     |
| 10   | Citroën      |     | 10  |     |      |     |     |     |      |     | -   |     | 10     |
| 11   | Mazda        |     |     |     |      |     |     |     |      |     | -   | 9   | 9      |
| 12   | Opel         |     |     |     |      |     |     |     | 5    |     | -   |     | 5      |

### Campeonato Grupo A
| Pos. | Piloto             | MON | SWE | POR | KEN | FRA | GRC | NZL | ARG | FIN | CIV | ITA | GBR | USA | Ptn. |
| ---- | ------------------ | --- | --- | --- | --- | --- | --- | --- | --- | --- | --- | --- | --- | --- | ---- |
| 1    | Kenneth Eriksson   | 10  | (9) |     |     | (8) | 11  | 13  | 13  | 11  |     | -   | 11  |     | 69   |
| 2    | Rudi Stohl         | 5   |     |     |     |     | 13  | 8   | 11  |     | 13  | -   |     |     | 50   |
| 3    | Franz Wittmann     | 7   |     |     | 9   |     | 8   |     | 8   |     |     | -   |     |     | 32   |
| 4    | Rod Millen         |     |     |     |     |     |     | 11  |     |     |     | -   |     | 13  | 24   |
| 5    | Lasse Lampi        |     |     |     |     |     |     |     |     | 13  |     | -   | 8   |     | 21   |
| 6    | Alain Oreille      | 13  |     |     |     |     |     |     |     |     |     | -   |     |     | 13   |
| 6    | Mikael Ericsson    |     | 13  |     |     |     |     |     |     |     |     | -   |     |     | 13   |
| 6    | Giovanni Del Zoppo |     |     | 13  |     |     |     |     |     |     |     | -   |     |     | 13   |
| 6    | Mike Kirkland      |     |     |     | 13  |     |     |     |     |     |     | -   |     |     | 13   |
| 6    | Yves Loubet        |     |     |     |     | 13  |     |     |     |     |     | -   |     |     | 13   |